# Брегіт
Брегі́тм — сульфід платини, паладію і нікелю координаційної будови. Мінерал відкритий у 1932 році Ф.А. Банністером і названий на честь англійського фізика, хіміка і математика Вільяма Генрі Брегга.

## Загальний опис
Хімічна формула: (Pt, Pd, Ni)S. Склад у %: Pt — 58,2; Pd — 18,1; Ni — 4,7; S — 19.
Сингонія тетрагональна. Утворює видовжені й заокруглені зерна. Густина 10. Колір сталево-сірий. Блиск металічний.